# Paulinenschule
Das Gebäude der ehemaligen Paulinenschule ist ein denkmalgeschütztes Bauwerk in der Gerichtsstraße in Detmold im nordrhein-westfälischen Kreis Lippe.

## Geschichte
Im letzten Viertel des 19. Jahrhunderts wurde die gemischte Bürgerschule am Detmolder Marktplatz langsam zu klein. Daher entschloss man sich, ein neues Schulgebäude zu errichten und dabei gleichzeitig eine Trennung zwischen Knaben- und Mädchenschule vorzunehmen. Der Baubeschluss fiel am 30. Juni 1884 und sah ein Gebäude mit sieben Klassenzimmern für jeweils rund 70 Schülerinnen sowie Konferenzzimmer und Lehrerwohnungen vor. Im August desselben Jahres erfolgte eine öffentliche Ausschreibung, die der Architekt Wilhelm Priester im Oktober 1885 für sich entscheiden konnte. Priester bekam damit auch die Bauleitung übertragen. Am 19. September 1886 wurde durch das Detmolder Stadtbauamt die Baugenehmigung erteilt, doch aufgrund von Einwänden einerseits durch das fürstliche Konsortium und andererseits durch Bürger, denen die neue Schule zu abseitig gelegen schien, verzögerte sich der Baubeginn.
Der damalige Vorsitzende des Schulvorstandes der Detmolder Bürgerschule, der geheime Justizrat Albrecht Busse (1842–1920), konnte sich schließlich durchsetzen, und so erfolgten im März 1887 Auftragsvergabe und am 18. September 1887 der Baubeginn. Nach etwas mehr als zwei Jahren Bauzeit wurde die sogenannte Mädchenbürgerschule im Januar 1889 fertiggestellt. Eine Rechnung im Jahr 1890 ergab, dass die Gesamtkosten mit 62.578,01 Mark rund neun Prozent über dem geplanten Budget lagen.
Zu Schulbeginn bestand die Schule aus fünf Klassen mit ebenso vielen Lehrkräften, die 343 Schülerinnen unterrichteten.
Im Jahr 1914 war die Schule bereits keine reine Mädchenschule mehr, in den beiden untersten Klassen wurden auch Knaben unterrichtet.
Ein erster Umbau fand 1920 statt, am Ostflügel erfolgte ein Bruchsteinmauer-Anbau für weitere Klassenzimmer.
1926 zeichnete sich erneut Raumnot ab und so beschloss man einen weiteren An- und Ausbau, diesmal nach Westen, mit neuen Arbeits- und Unterrichtsräumen, Toiletten, einem Konferenzzimmer und einer Hausmeisterwohnung im Dachgeschoss. Planung und Bauleitung oblagen hierbei dem lippischen Oberinspektor Adolf Stamm. Eingeweiht wurde dieser Anbau am 19. September 1927.
Auf Wunsch des Lehrerkollegiums wurde die Schule im Oktober 1958 nach einem Beschluss durch den Rat der Stadt Detmold zu Ehren der ehemaligen lippischen Fürstin in Paulinenschule umbenannt.
1968 erfolgte die Umwandlung der zwischenzeitlichen Volksschule in eine Hauptschule.
Mit Beginn des Schuljahres 1980/81 wurde die Paulinenschule in das neue Schulzentrum Detmold-Mitte verlegt, in die bisherigen Gebäude in der Gerichtsstraße zog die Detmolder Justiz ein.
Nach Einführung der Gesamtschule Mitte der 1980er Jahre ließen die Schülerzahlen an der Hauptschule deutlich nach, so dass ab 1986 keine neuen Klassen mehr gebildet wurden. Das Ende der Paulinenschule war damit besiegelt.

## Architektur
Das ursprüngliche Gebäude ist ein gestreckter zweigeschossiger Massivbau mit übergiebeltem Mittelrisalit. Die Fassade zur Gerichtsstraße ist von französischen Neurenaissanceformen beeinflusst, im Obergeschoss mit durchlaufender Pilastergliederung.
Der Erweiterungsbau von 1927 zeigt typischen Bauschmuck der 1920er Jahre. Die farbliche Innengestaltung erfolgte durch den Detmolder Kunstmaler Walter Kramme (1888–1949). Im Treppenhaus befinden sich zwei Plastiken des Bildhauers Bernhard Carl Ewerbeck (1866–1961) aus Brake: „Wisent“ und „Nilpferd mit Jungem“.

## Schulleiter
| 1915–1924 | Karl Rieke          |
| 1924–1933 | Martin Wolf         |
| 1933–1945 | Hans Grote          |
| 1946–1951 | Ernst Heumann       |
| 1952–1961 | Ernst-August Deppe  |
| 1961–1970 | Helmut Jaspermöller |
| 1970–1985 | Hermann Kloke       |
| 1985–1991 | Diether Kuhlmann    |